# Mariette Hansson
Mariette Petra Carola Hansson, conosciuta semplicemente come Mariette oppure MaryJet (Harplinge, 23 gennaio 1983), è una cantante e compositrice svedese.

## Carriera
Fece la sua prima apparizione televisiva nel 1999, partecipando al Sikta mot stjärnorna (preselezione svedese per l'European Soundmix Show), esibendosi con un'imitazione della sua cantante preferita, Amanda Marshall.
Salì alla ribalta nel 2009, partecipando alla sesta edizione svedese del programma Idol, ove si classifica al quarto posto, e successivamente, firmerà il suo primo contratto discografico con la Solid Union.
L'anno successivo gli venne conferito il premio "Homo of the Year", assegnato alle persone attive nell'ambito LGBT al QX Gaygala di Stoccolma.
Nel 2013 è stata chitarrista nella band di Magnus Ugglas durante il suo show "Magnus Den Store". Nel 2014 ha preso parte al tour con Ace Wilder.
Nel 2015, Mariette ha preso parte al Melodifestivalen 2015, il programma di selezione svedese per l'Eurovision Song Contest 2015, con la canzone Don't Stop Believing. Dopo essersi qualificata, dalla seconda semifinale, direttamente alla serata finale alla Friends Arena, si classifica terza, dietro soltanto a Jon Henrik Fjällgren e al vincitore Måns Zelmerlöw.
Nel 2017 ha partecipato nuovamente al Melodifestivalen, questa volta con il brano A Million Years. Proprio come due anni prima, si qualifica direttamente alla serata finale, sempre alla Friends Arena, dove si classifica al quarto posto.
Nel 2018, partecipa per il secondo anno consecutivo al Melodifestivalen, con il brano For You, dove partecipa alla quarta semifinale qualificandosi direttamente alla serata finale, dove si classifica quinta.
Sia con Don't Stop Believing che con A Million Years, Mariette ha rappresentato la Svezia all'OGAE Second Chance Contest, un concorso ideato dai fan club dell'Eurovision Song Contest su quale canzone non scelta per la manifestazione canora europea sia la migliore. Nel 2015 a Stoccolma, con Don't Stop Believing, si classifica seconda dietro il rappresentante italiano Nek, mentre nel 2017 a Varsavia, con A Million Years, vince il concorso battendo anche la cantante italiana Paola Turci.

## Discografia

### Album
- 2008 – In This Skin

### EP
- 2015 – My Revolution

### Singoli
- 2011 – Forever
- 2012 – Tom's Diner
- 2014 – If Only I Can
- 2015 – Don't Stop Believing
- 2015 – My Revolution
- 2015 – The Next Generation Calls
- 2016 – Can't Kill My Vibe
- 2017 – A Million Years
- 2018 – For You
- 2018 – Time to Spare
- 2020 – Shout It Out
- 2021 – The One That Got Away
- 2022 – Just du
- 2023 – One Day